# Ljetni vrganj
Ljetni vrganj (latinski Boletus edulis) je gljiva koja raste u šumama Europe u kasnom ljetu i jeseni. Raste u bjelogoričnim i crnogoričnim šumama. U Hrvatskoj raste u šumama do nadmorske visine od oko 1200 m.

## Opis
Ljetni vrganj, pravi vrganj, hrženjak ili jurček, kako još u narodu nazivaju ovu vrstu, je jestiva i vrlo cijenjena gljiva. Klobuk je 7-30 cm širok. Bjelkastosmeđe je boje, koja se razlikuje od staništa do staništa. Prema središtu je tamniji. U mladosti je polukrugast, zatim je raširen. Ponekada je ulegnut. Cjevčice su prvo bijele pa žute, a na kraju zelenkaste. Lako se odvajaju od klobuka. Stručak je 8–25 cm visok i do 7 cm debeo - dosta velik u odnosu na klobuk. Kako stari, postaje smeđ.
Spore su vretenaste i maslinastosmeđe boje. Veličina je 12-16 x 4-5 µm
Meso i cjevčice s kalijevom lužinom posmeđe, a kožica klobuka potamni.
Ne postoji opasnost od zamjene s otrovnim gljivama. Postoje mnoge varijacije ove vrste, zbog čega dolazi do zabune. Međutim, sve su varijacije jestive.
| Dio gljive        | Svježa gljiva | Svježa gljiva | Suha tvar    | Suha tvar | Suha tvar | Suha tvar | Suha tvar | Suha tvar          | Suha tvar |
| Dio gljive        | voda          | suha tvar     | bjelančevine | masti     | manitol   | šećer     | Vlakna    | Екstraktivne tvari | pepeo     |
| ----------------- | ------------- | ------------- | ------------ | --------- | --------- | --------- | --------- | ------------------ | --------- |
| stručak           | 87,02         | 12,98         | 30,73        | 4,41      | 12,71     | 0,98      | 40,41     | 4,09               | 6,67      |
| Klobuk            | 86,17         | 13,83         | 43,90        | 6,20      | 14,14     | 1,87      | 22,54     | 3,25               | 8,10      |
| vršni dio klobuka | 87,66         | 12,34         | 39,91        | 5,82      | 7,14      | 1,71      | 30,92     | 5,21               | 9,29      |
| cjevčice          | 88,17         | 11,83         | 48,74        | 7,97      | 10,16     | 2,01      | 19,41     | 3,26               | 8.45      |

Osim gore navedenih tvari sadrži i vitamin D 2(0,42 % na ukupnu suhu tvar),PP (700 mg na 1 kg suhe tvari),B 1 4,42 (mg/kg suhe tvari),B 2 0,078 i C 13,06 (u %,svježa gljiva,sadržaj vode 89,51 %).

## Vanjske poveznice
|  | Zajednički poslužitelj ima stranicu o temi Ljetni vrganj    |
|  | Zajednički poslužitelj ima još gradiva o temi Ljetni vrganj |
|  | Wikivrste imaju podatke o taksonu Ljetni vrganj             |